# Condado de Canyon
El condado de Canyon (en inglés: Canyon County), fundado en 1891, es uno de los 44 condados del estado estadounidense de Idaho. En el año 2000 tenía una población de 164 593 habitantes con una densidad poblacional de 86 personas por km². La sede del condado es Caldwell.

## Geografía
Según la Oficina del Censo, el condado tiene un área total de 1563 km² (603,5 mi²), de la cual 1527 km² (589,6 mi²) es tierra y 36 km² (13,9 mi²) (2,28%) es agua.

### Condados adyacentes
- Condado de Payette - norte
- Condado de Gem - noreste
- Condado de Ada - este
- Condado de Owyhee - sur
- Condado de Malheur - oeste

## Demografía
En el 2000 la renta per cápita promedia del condado era de $$35 884, y el ingreso promedio para una familia era de $40 377. En 2000 los hombres tenían un ingreso per cápita de $29 418 versus $22 044 para las mujeres. El ingreso per cápita para el condado era de $15 155. Alrededor del 12,00% de la población estaba bajo el umbral de pobreza nacional.

## Comunidades

### Ciudades
- Caldwell
- Greenleaf
- Melba
- Middleton
- Nampa
- Notus
- Parma
- Wilder

### Comunidad no incorporada
- Bowmont